# Oripoda pinicola
Oripoda pinicola är en kvalsterart som beskrevs av Aoki och Ohkubo 1974. Oripoda pinicola ingår i släktet Oripoda och familjen Oripodidae. Inga underarter finns listade i Catalogue of Life.